# Yvon Faua
Yvon Moe Faua est un homme politique indépendantiste de Nouvelle-Calédonie, d'origine tahitienne, né le 14 juin 1955 à Tahiti. 

## Carrière dans l'enseignement primaire
Yvon Faua est devenu professeur des écoles puis directeur de l'école élémentaire Adolphe-Boutan dans le quartier de Yahoué au Mont-Dore jusqu'à sa retraite en 2010.

## Carrière politique
Yvon Faua fait une première tentative électorale lors des provinciales du 9 juillet 1995 dans le Sud, en 18e position sur la liste non-indépendantiste d'opposition au Rassemblement pour la Calédonie dans la République (RPCR), baptisée « Une Nouvelle-Calédonie pour tous » (UNCT) et dirigée par Didier Leroux. Cette formation obtient le deuxième meilleur score, avec 17,53 % des suffrages exprimés et 7 élus à l'Assemblée provinciale et au Congrès du Territoire. 
Mais c'est surtout dans le camp indépendantiste qu'il se fait remarquer, devenant un cadre du Rassemblement démocratique océanien (RDO), parti regroupant les partisans de l'accès de l'archipel à la pleine souveraineté au sein de la communauté Wallisienne et futunienne et pour la communauté polynésienne il en est le seul membre(Wallisiens-Futuniens et Tahitiens). Il faut bien rappeler que Wallis et futuna ne font pas partie du triangle polynésien originel, ils ne peuvent donc pas être se prétendre polynésien. Il s'agit à partir de 1998 d'une composante du Front de libération nationale kanak et socialiste (FLNKS). Il devient le secrétaire général du RDO, et donc le numéro deux du parti derrière son président fondateur Aloïsio Sako, le 15 février 2003, à la suite du départ d'Aukusitino Manuohalalo. Il représente également son mouvement au bureau politique du FLNKS à partir de 2009. 
Il participe aux comités des signataires de l'accord de Nouméa du 17 juin 2003 et du 8 juillet 2011. Il est en 11e position sur la liste unitaire du FLNKS menée par Rock Wamytan en Province Sud pour les élections du 10 mai 2009 : elle obtient 8,82 % des voix et 4 élus sur 40 à l'Assemblée provinciale (dont 3 parmi les 32 à être également membres du Congrès).      
Il apparaît surtout comme l'un des principaux spécialistes des questions éducatives au sein du FLNKS, animant des séminaires politiques sur le sujet avec pour thème « De l’école coloniale à l’école d’émancipation » en mars 2010 puis dans le cadre d'une « Dynamique indépendantiste et nationaliste pour le projet éducatif du pays » formée conjointement avec le Parti travailliste. Membre éphémère de deux gouvernements locaux présidés par l'anti-indépendantiste Harold Martin (Avenir ensemble) du 3 mars au 1er avril 2011, élu en quatrième position sur la liste « Entente du FLNKS » (alliance de l'UC, du RDO et de certaines figures du Palika dans le Sud au sein du Front avec le Parti travailliste) les 3 et 17 mars 2011. Il y est chargé à partir du 11 mars de la Fonction publique, de la Qualité du service public et de la Simplification administrative, de l'Enseignement et du Transfert de l'enseignement, à quoi s'ajoute la cogestion de l'Enseignement supérieur avec Sonia Backes (anti-indépendantiste du Rassemblement-UMP) à partir du 22 mars. Candidat en même position sur des listes identiques pour les élections suivantes de l'exécutif le 1er avril puis le 10 juin 2011, il n'est pas réélu. Il reste par la suite associé à plusieurs comités de pilotage sur l'éducation.